# Istituzione comunale Marcantonio Bentegodi (calcio)
L'Istituzione comunale Marcantonio Bentegodi è stata una squadra di calcio italiana con sede nella città di Verona, sezione calcistica dell'omonima polisportiva gestita dal Comune.

## Storia
La Bentegodi nasce come società polisportiva gestita dal Comune di Verona nel 1868. La sezione calcistica fu aperta agli inizi del XX secolo.
Nel 1911 vinse il Torneo FGNI, campionato italiano di "calcio ginnastico" organizzato dalla Federazione Ginnastica Nazionale Italiana e quindi non riconosciuto a posteriori dalla Federazione Italiana Giuoco Calcio (FIGC).
Nella stagione 1914-1915 prese parte al campionato di Promozione Veneta dove rimase fino alla stagione 1919-1920 quando, in seguito alla vittoria del torneo, ottenne il passaggio in Prima Categoria. Ebbe un ottimo debutto nella massima serie dove superò nelle eliminatorie venete il Venezia, l'Udinese e i concittadini del Verona, centrando già al primo tentativo la qualificazione alle semifinali nazionali: in questo turno la Bentegodi fu però inserita nello stesso girone di Pro Vercelli, Inter e US Torinese, che chiuse al quarto e ultimo posto con solo due punti.
Nella stagione 1921-22 il sodalizio veronese decise di rimanere fedele alla FIGC e di non aderire alla neonata Confederazione Calcistica Italiana (CCI). Nonostante l'assenza delle grandi squadre venete (Verona, Vicenza e Padova), che avevano aderito alla CCI, la Bentegodi non riuscì ad andare oltre un terzo posto nel proprio girone, fallendo così la qualificazione alle semifinali nazionali; la sopravvenuta riforma dei campionati costrinse la Bentegodi ad affrontare uno spareggio salvezza contro i liguri della Sestrese, che vinsero per 7-2 la partita giocata il 2 luglio 1922 a Milano. I neri della Bentegodi dovettero, quindi, dire addio alla massima serie e scendere nella Seconda Divisione, concludendo il campionato al quinto posto e mantenendo la categoria.
Nel campionato 1923-1924 la Bentegodi arrivò al sesto posto del girone D di Seconda Divisione, retrocedendo nella Terza Divisione veneta. Nella stagione 1927-1928 la squadra prese parte alla Seconda Divisione, terzo livello dei campionati italiani, arrivando quarta nel proprio girone, che fu l'ultimo per la Bentegodi. Infatti, al termine della stagione, nell'estate 1928 la sezione calcio della polisportiva scaligera fu incorporato nel Verona per volere del regime fascista.
La sezione calcio fu riaperta per breve tempo nel secondo dopoguerra.

## Palmarès
- -  Campionato italiano FGNI: 1

1911